# Historia kolei w Wielkiej Brytanii

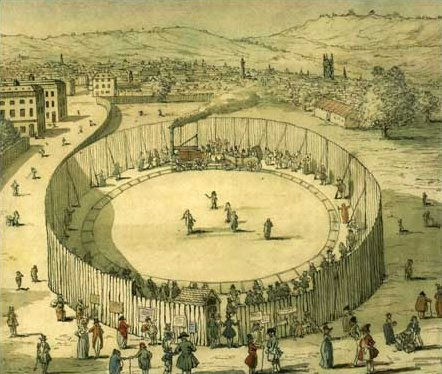
Pokazy ulepszonego parowozu „Catch me who Can” R. Trevithicka w Londynie, 1808

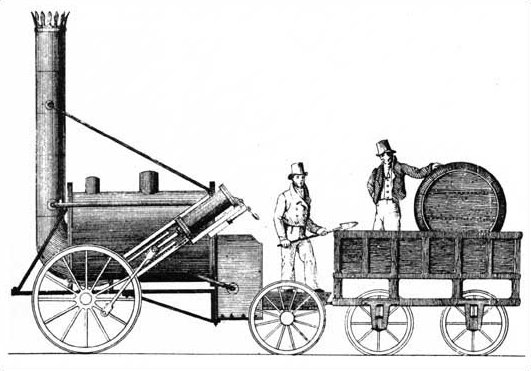
Parowóz „Rocket” G. Stephensona z 1829, Liverpool & Manchester Rly.

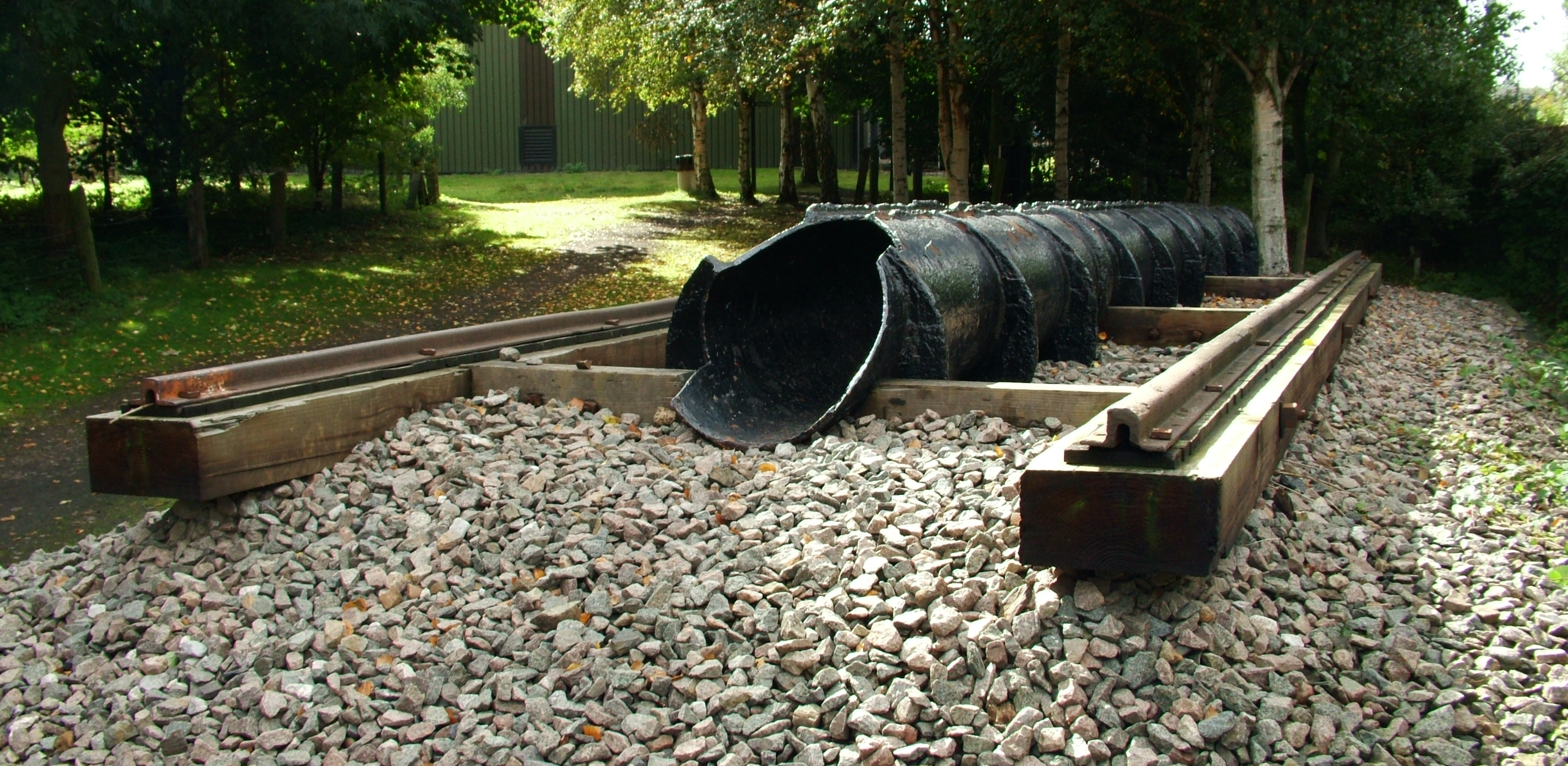
Tor kolei atmosferycznej South Devon Railway I. K. Brunela (1847) wystawiony w Didcot Railway Centre; budowa toru charakterystyczna dla GWR

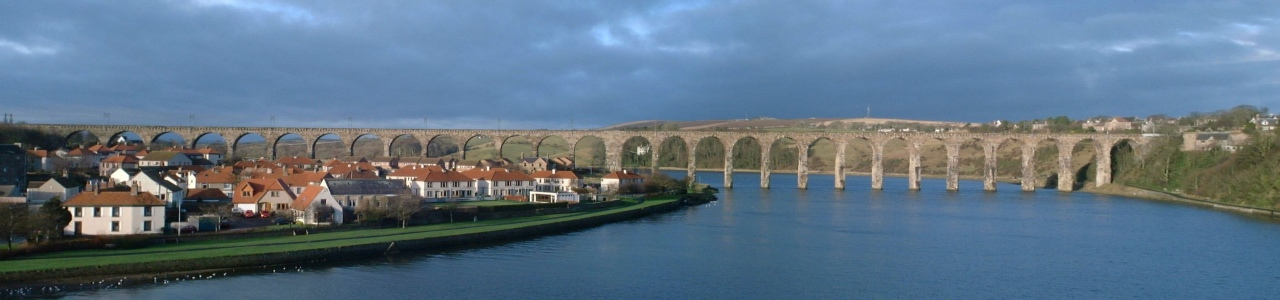
Royal Border Bridge na rzece Tweed z 1850, proj. R. Stephenson (Newcastle & Berwick Rly., potem NER)

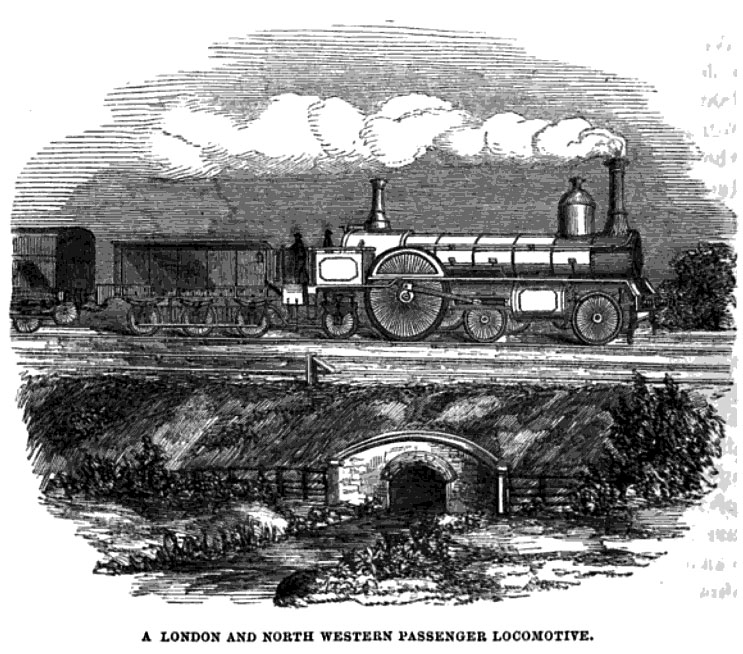
Lokomotywa kolei LNWR, ok. 1852

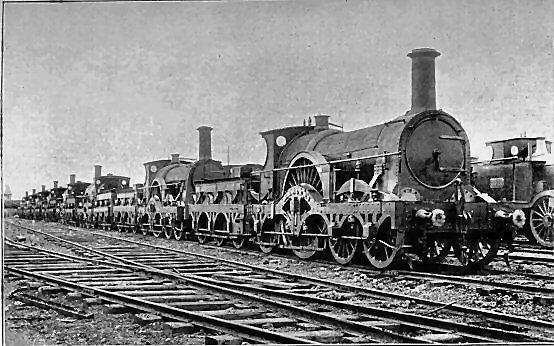
Szerokotorowe parowozy GWR oczekujące na złomowanie po likwidacji ostatniej linii „rozstawu Brunela” 1892

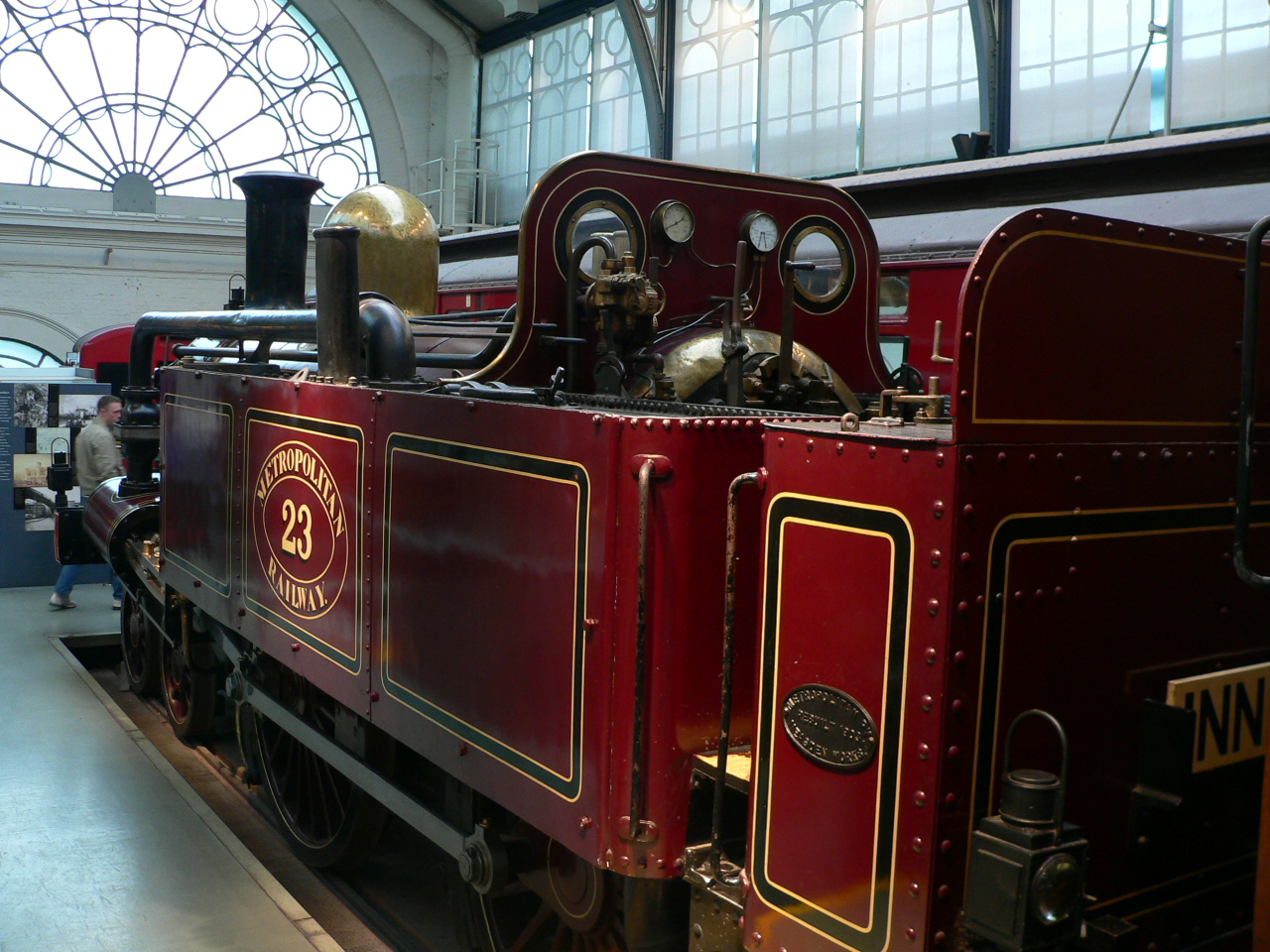
Parowóz Metropolitan Rly. w London Transport Museum w Covent Garden

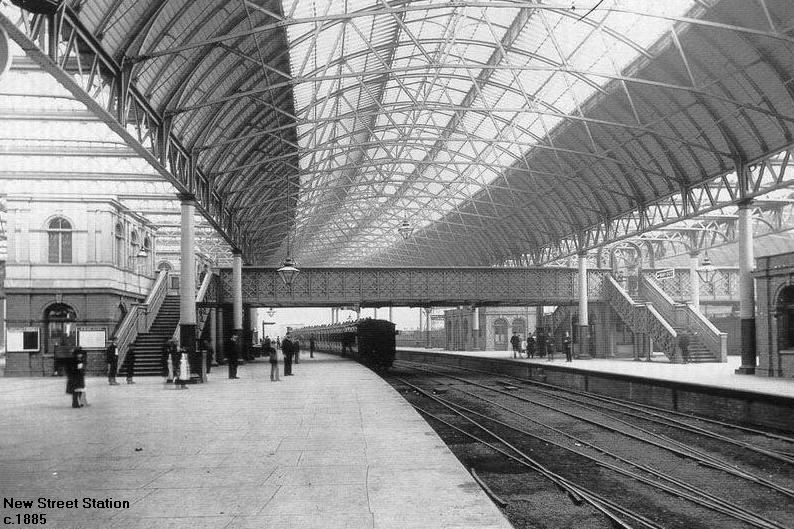
Hala Midland Rly. z 1885 na dworcu Birmingham New Street

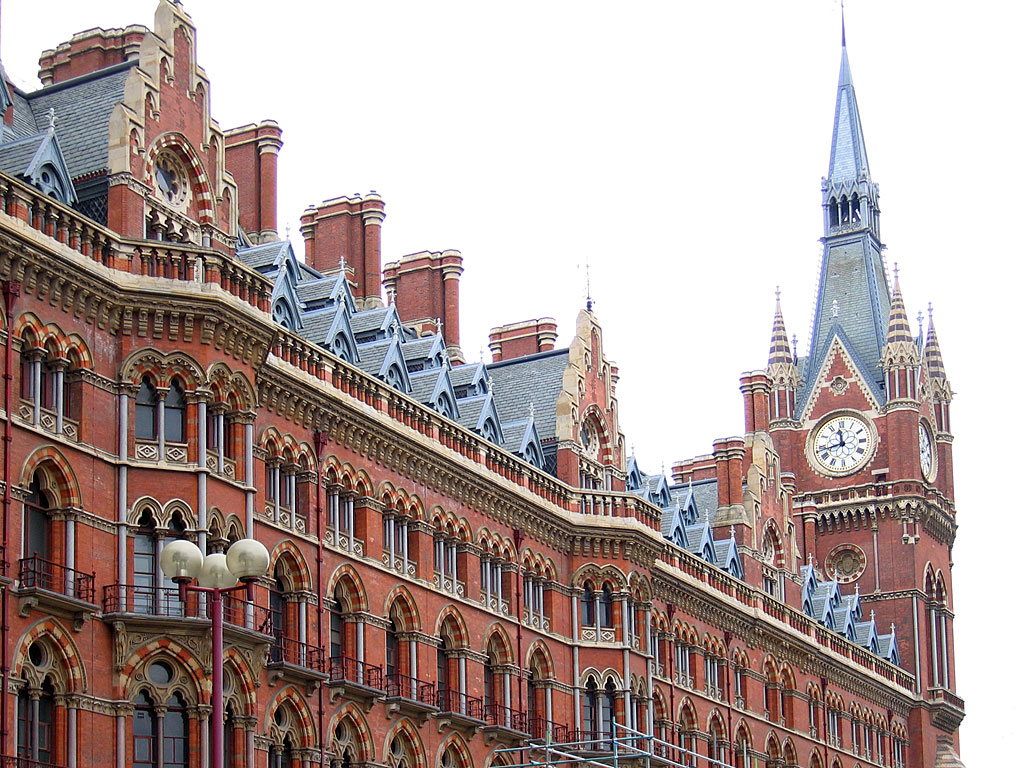
Hotel Midland Rly. i siedziba zarządu kolei na dworcu St Pancras w Londynie

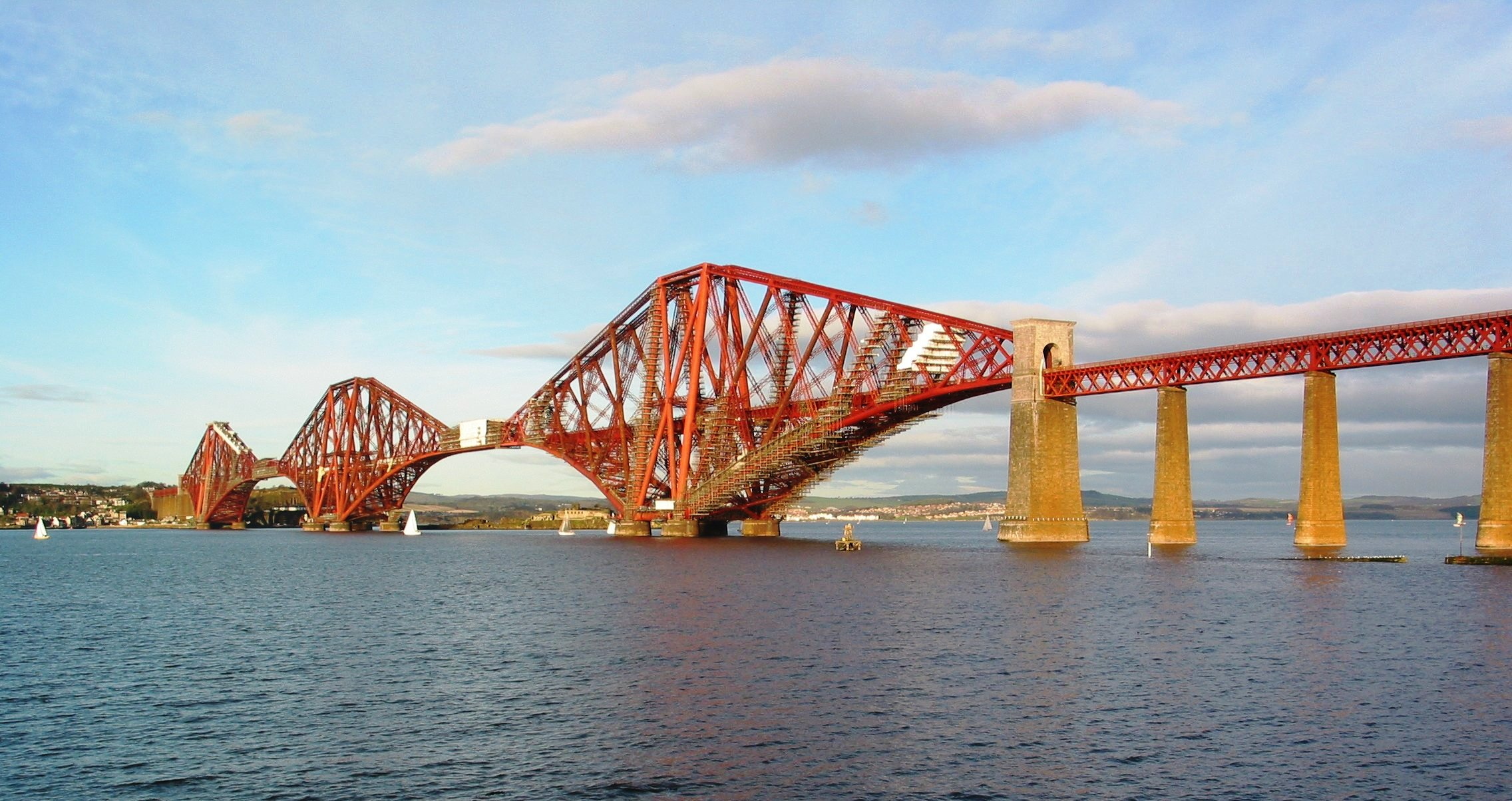
Forth Bridge z 1890, proj. Benjamin Baker i John Fowler; pierwszy most stalowy w Wielkiej Brytanii (NBR)

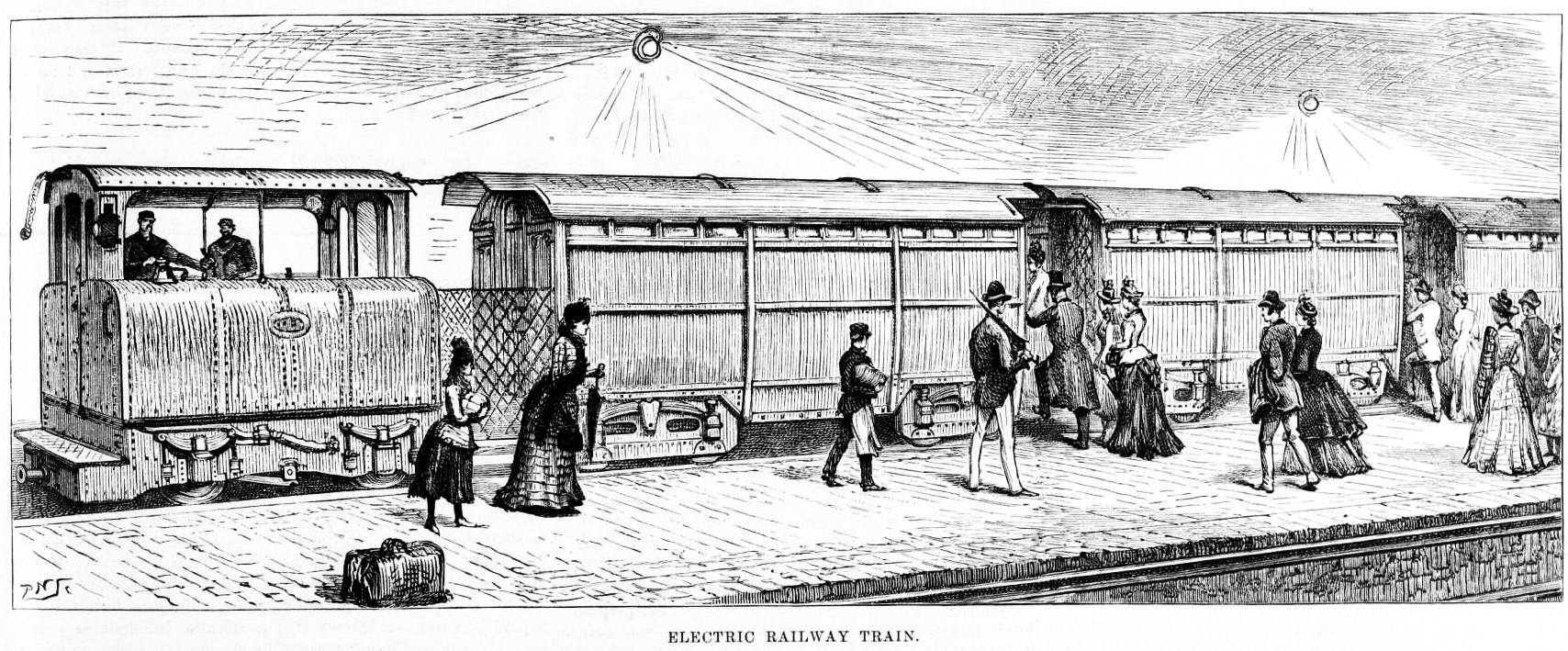
Londyn. Pociąg City & South London Rly. z 1890. Ponieważ trasa przebiegała wyłącznie w tunelu, wagony prawie nie miały okien

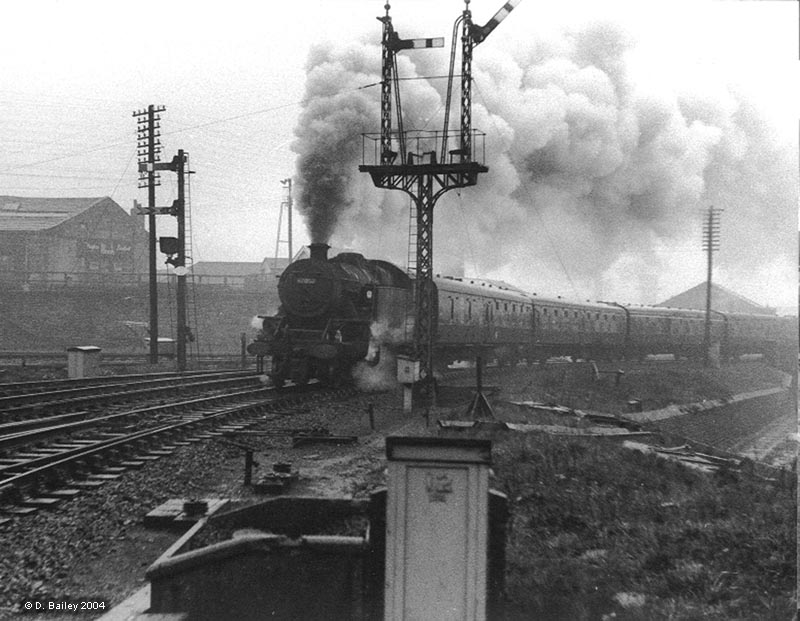
Ostatnie lata przed wycofaniem parowozów, węzeł St Dunstans koło Bradford (dawna linia GNR)

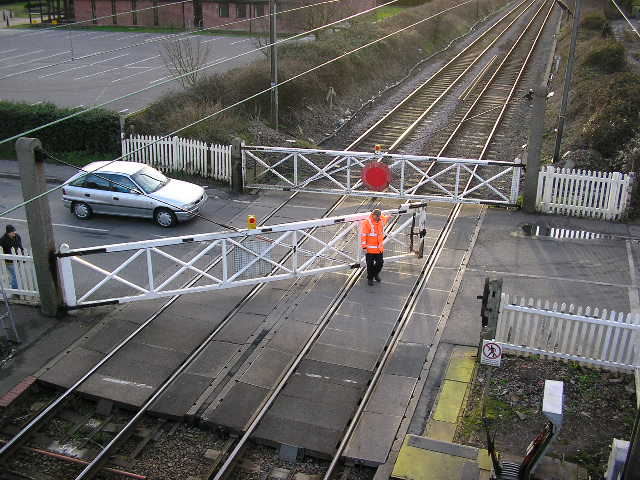
Klasyczny brytyjski przejazd kolejowo-drogowy – tutaj na dawnej linii GER w hrabstwie Essex

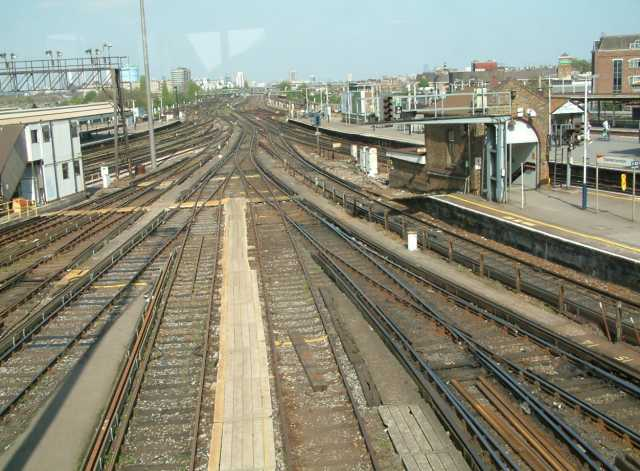
Elektryfikacja trzecią szyną sieci podmiejskiej Southern Rly. Węzeł Clapham Junction w Londynie

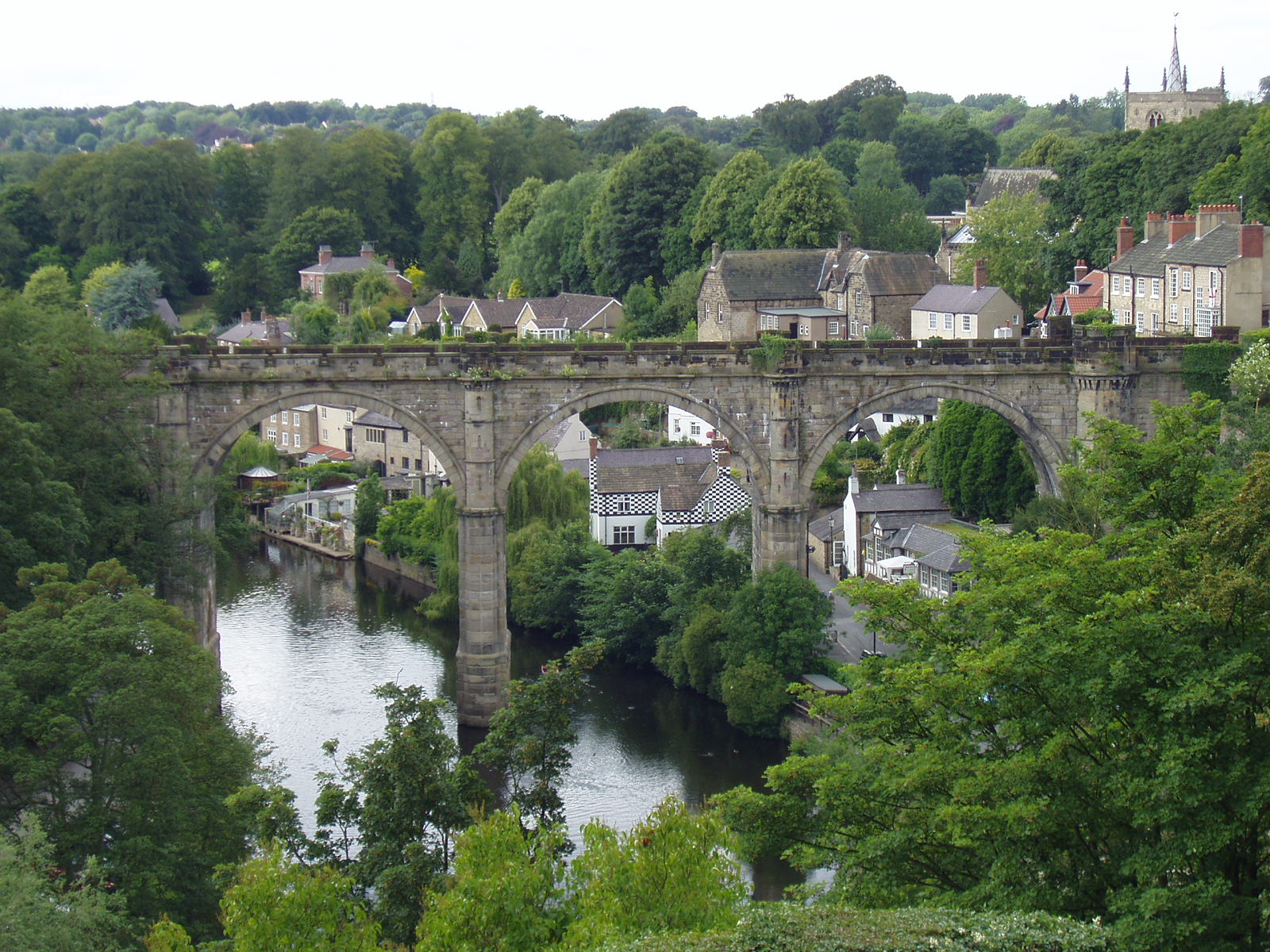
Wiadukt w Ripon (Yorkshire): po zamkniętych liniach kolejowych pozostały budowle inżynierskie (NER)

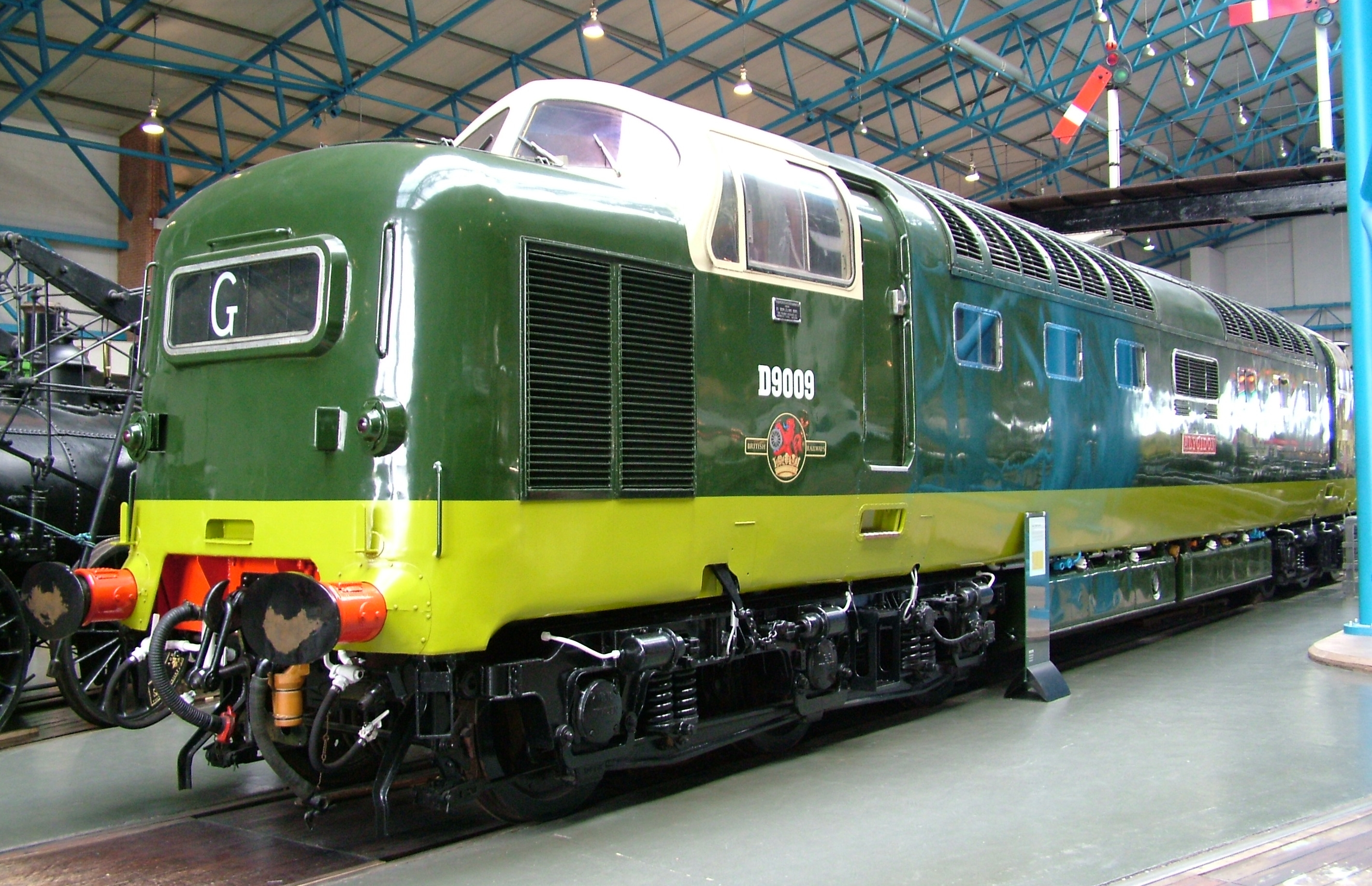
Typ 55 Deltic – najbardziej znany spalinowóz BR z lat 60. w National Railway Museum w Yorku

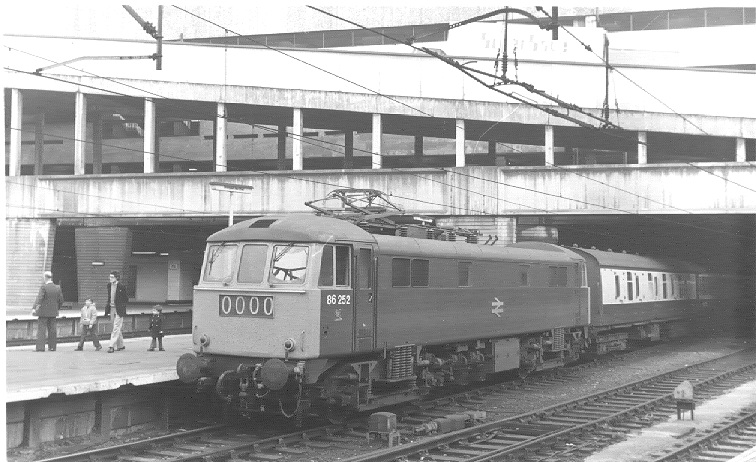
Pociąg elektryczny na West Coast Main Line niedługo po elektryfikacji (dworzec Birmingham New St)

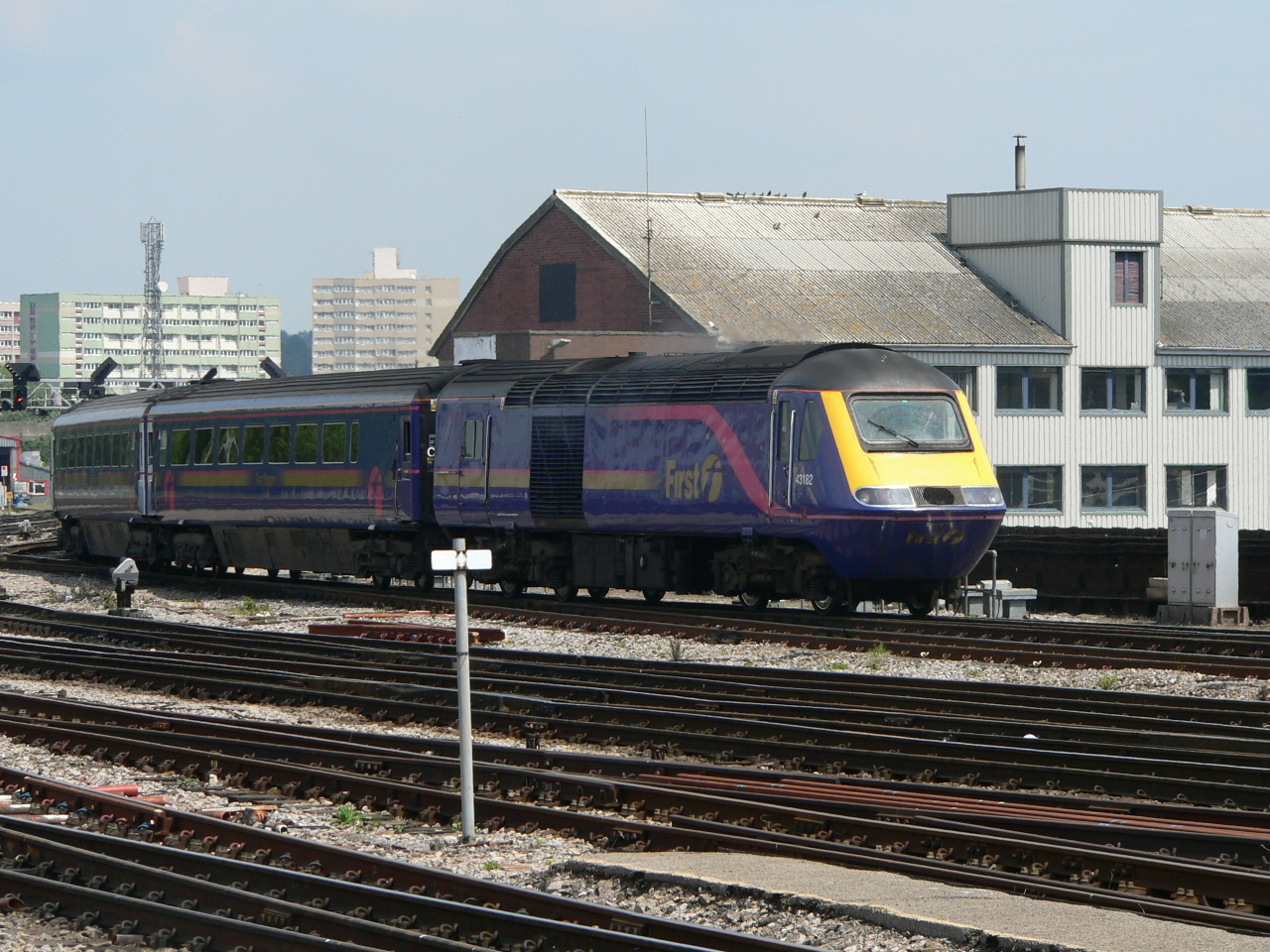
Spalinowy zespół trakcyjny HST albo InterCity 125 w barwach jednego z prywatnych przewoźników

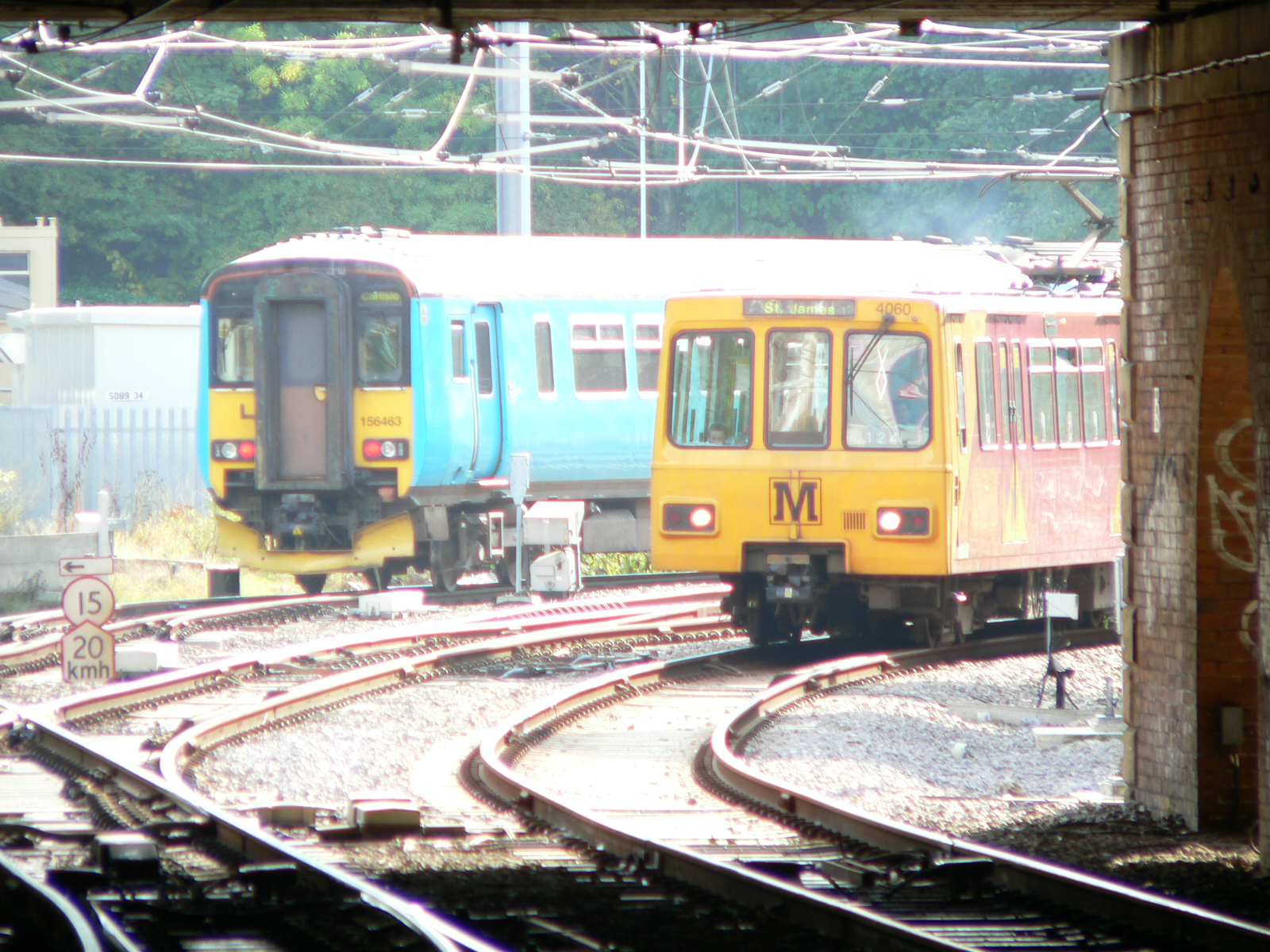
Tyne & Wear Metro: od 2002. „lekkie” pociągi tej kolei dzielą tory z pociągami „ciężkimi” na linii do Sunderland

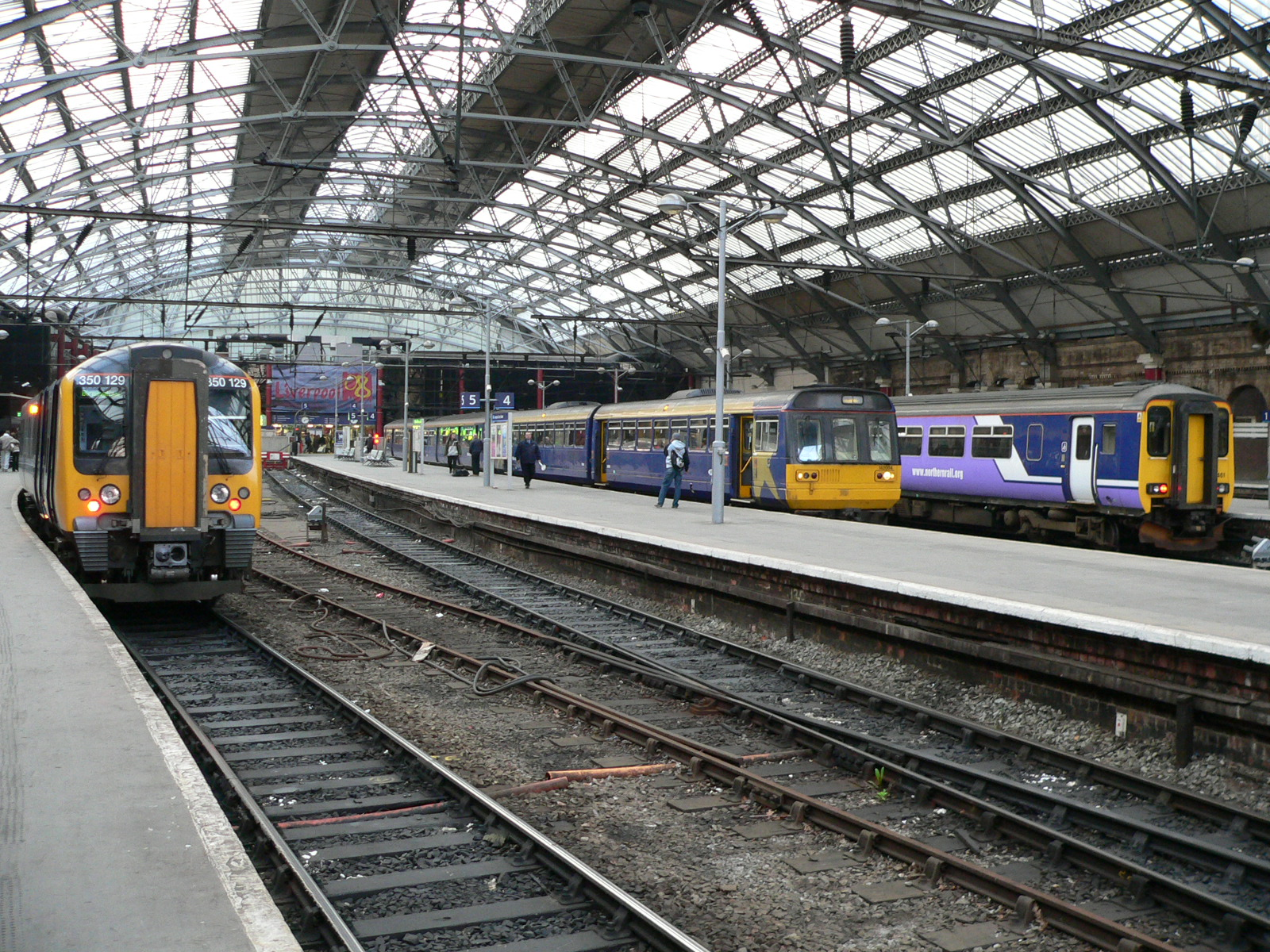
Trzy typy spalinowych zespołów trakcyjnych w hali wiktoriańskiego dworca Liverpool Lime St. Od prawej: typ 156 (Sprinter) wprowadzony na w l. 80.; typ 142 (Pacer) – współczesny poprzedniemu, ale produkt „oszczędności” rządu Thatcher oraz typ 350 (Desiro) z pierwszych lat XXI w. wprowadzony po prywatyzacji

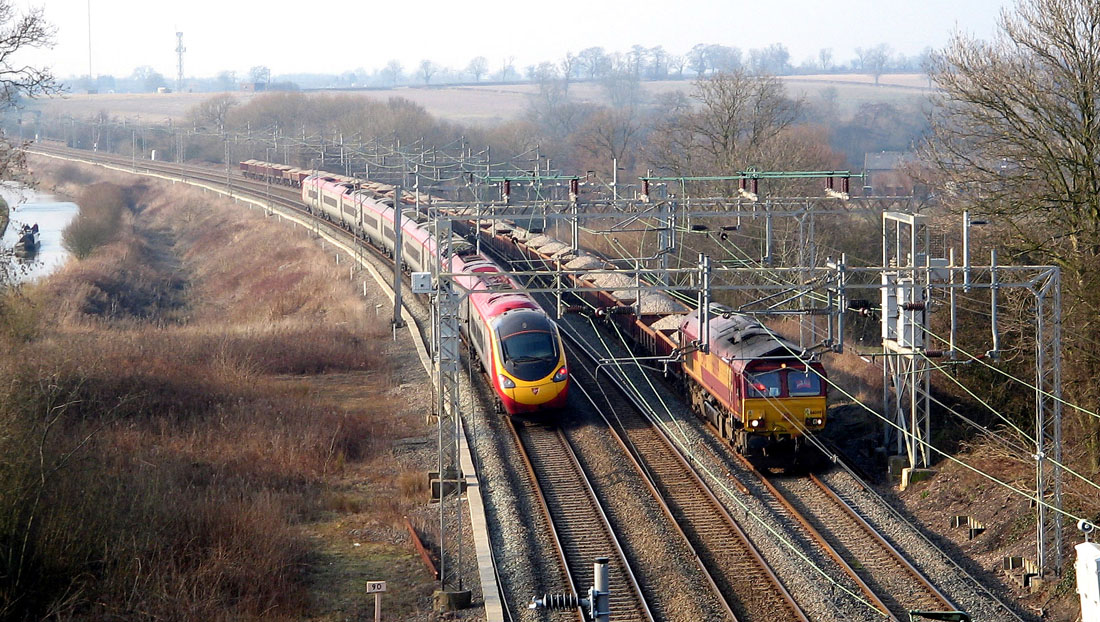
EZT typu 390 Pendolino kolei Virgin Trains i pociąg towarowy na linii WCML w hrabstwie Warwick

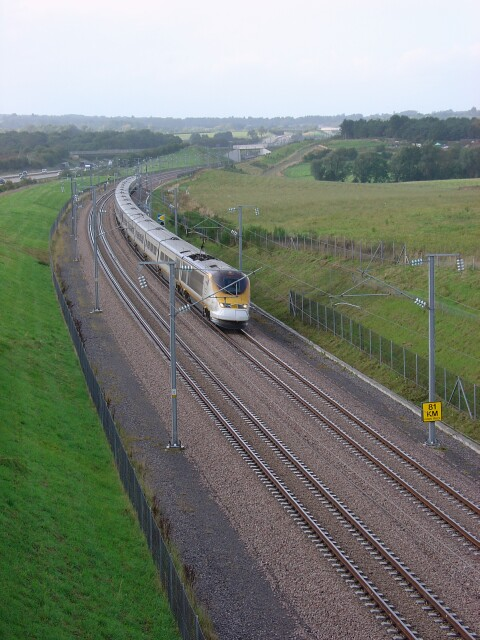
Eurostar na Channel Tunnel Rail Link

Historia kolei w Wielkiej Brytanii – w Wielkiej Brytanii, kraju „rewolucji przemysłowej” rozpoczętej już w połowie XVIII wieku (w 1765 pojawiła się maszyna parowa), wczesnymi formami kolei przemysłowych posługiwano się na długo przed wynalezieniem parowozu. Nic więc dziwnego, że miała tam miejsce znaczna część pionierskich rozwiązań w dziedzinie kolejnictwa, zwłaszcza w XIX wieku. Pojawiła się tam pierwsza kolej konna publicznego użytku (1803), pierwsza kolej konna zabierająca pasażerów (1807), wreszcie pierwsze „travelling engines”, jak pierwotnie określano parowozy, jeżdżące po torach kolei konnych (1804) albo kolei specjalnie dla nich przebudowanych (technologia zębata: 1812). Za początek epoki kolei przyjęło się uważać datę 29 września 1825, kiedy nastąpiło otwarcie pierwszej kolei (adhezyjnej) Stockton & Darlington Rly., eksploatowanej z intensywnym użyciem parowozów George’a Stephensona (początkowo tylko dla pociągów towarowych).
Sukces kolei Stephensona został szybko potwierdzony otwarciem 15 września 1830 pierwszej kolei publicznej ruchu osobowo-towarowego trakcji wyłącznie parowej: Liverpool & Manchester Rly. Od tej pory stosowanie parowozów na nowo budowanych liniach kolejowych stało się coraz powszechniejsze, nie tylko w Wielkiej Brytanii, ale również za granicą. Pierwsza kolej parowa w Irlandii pojawiła się w 1834, a w Szkocji – w 1837. Oprócz „travelling engines” próbowano również kolei z maszynami stacjonarnymi i linowym napędem pociągów (1830) oraz, nieco później, napędem atmosferycznym (1843/1844).
Lata trzydzieste to początek budowy sieci kolei dalekobieżnych. W 1838 ukończono już linię kolejową łączącą pionierską Liverpool & Manchester z Birmingham i Londynem (część obecnej magistrali West Coast Main Line), zaś Anglię ze Szkocją kolej połączyła pod koniec lat 40. Intensywność budowy kolei ilustrują 262 projekty zatwierdzone ustawowo przez Parlament w 1846, szczytowym okresie „gorączki kolejowej” („railway mania”). Powstawaniu kolei towarzyszyły wielkie budowle inżynierskie, jak hale peronowe, mosty i tunele, w których budowę zaangażowani byli najwięksi inżynierowie epoki wiktoriańskiej, z Robertem Stephensonem, I. K. Brunelem, a potem J. Fowlerem, W. H. Barlowem i B. Bakerem na czele.
Problem wejścia kolei do struktur wielkich miast stawa się coraz poważniejszy. Rozwiązywano go przez kosztowne trasy na wiaduktach lub w tunelach, doprowadzające kolej do dworców położonych w centrach miast (np. 1850 – Newcastle, 1854 – Birmingham, 1864–1866 – Londyn, 1886 i 1896 – Glasgow).
W odróżnieniu od większości krajów, w Wielkiej Brytanii budową kolei nie zajmowało się państwo, ale niemal wyłącznie prywatni przedsiębiorcy. Dlatego też problem unifikacji technicznej poszczególnych kolei, niezbędnej do stworzenia sieci krajowej, był poważny, chociaż nieco łagodzony faktem, że koleje często korzystały z usług tych samych projektantów oraz że koleje nieraz same dbały o możliwość połączenia się z systemem sąsiada. Państwo reagowało z pewnym opóźnieniem, jak to było z rozstrzygnięciem „wojny rozstawów” („battle of gauges”) wydanym przez komisję parlamentarną na rzecz toru „stephensonowskiego” (1846) albo z szeregiem regulacji technicznych wydawanych przez Board of Trade – urząd regulacji kwestii gospodarczych. Mimo rozbicia sieci na ponad sto kolei, dzięki Railway Clearing House wszędzie można było kupić bilet na dowolną linię lub wysłać towar w dowolne miejsce. Poszczególne koleje mogły sobie robić różne przykrości, jeśli ze sobą konkurowały, ale też systemy tworzyły skomplikowaną strukturę powiązaną eksploatacyjnie, obejmującą wykorzystanie tras innego zarządu, określonych w umowach o tzw. „running powers”.
Elektryfikacja linii podmiejskich, rozpoczęta na początku XX wieku (Liverpool, Newcastle), doprowadziła w latach międzywojennych do zbudowania w południowej Anglii jednego z największych na świecie systemów elektrycznych zasilanych z dołu.
W okolicach I wojny światowej koleje zaczęły odczuwać trudności związane z konkurencją innych środków transportu. Inicjatywę w sprawach kolejowych przejął rząd. W 1923 miała miejsce konsolidacja 123 towarzystw kolejowych w cztery duże zarządy, nadal prywatne („railway grouping”). Reforma nie doprowadziła jednak do polepszenia pozycji ekonomicznej kolei. W 1948 nastąpiło upaństwowienie kolei i utworzenie British Railways. Okres powojenny charakteryzuje modernizacja sieci (m.in. elektryfikacja dwóch głównych magistral łączących Anglię ze Szkocją) oraz masowe redukcje linii, które skróciły sieć Wielkiej Brytanii niemal o połowę. Do osiągnięć doby BR należy zaliczyć wprowadzenie pionierskiego w Europie systemu równoodstępowego szybkich pociągów międzyregionalnych Intercity.
Mimo wysiłków modernizacyjnych w latach 1945–1982 spadek przewozów pasażerskich postępował (poza krótką przerwą w latach 50.) nieprzerwanie. Tendencja ta skłoniła rząd konserwatywny do podjęcia prywatyzacji sieci (1993), za którą poszły znaczne subsydia państwowe. Prywatyzacja, modernizacja taboru i zwiększenie subsydiów państwowych przyniosły na przełomie XX i XXI wieku znaczny wzrost ruchu pasażerskiego, mimo zaległości w zakresie modernizacji (a nawet utrzymania) infrastruktury i powszechnej złej opinii o pracy kolei. Otwarcie Eurotunelu do Francji (1994), realizacja wizji o stuletnim rodowodzie, do pewnego stopnia otworzyło system kolejowy Europy dla kolei brytyjskich (ale nie odwrotnie, ze względu na różnicę skrajni wagonów) oraz, po długim okresie wahań, doprowadziło do budowy pierwszej linii wysokich prędkości, Channel Tunnel Rail Link.

## Początki
- 1765 – James Watt buduje maszynę parową, będącą udoskonaloną wersją konstrukcji wynalezionej przez Thomasa Newcomena (ok. 1698);
- konne koleje przemysłowe istniały w Wielkiej Brytanii od połowy XVIII wieku – np. w Middleton Colliery pod Leeds (Yorkshire, 1758);
- 1803 – kolej konna Surrey Iron Railway między Wandsworth i Croydon – pierwsza kolej użytku publicznego na świecie (dla przewozu towarów);
- 1804 – Richard Trevithick wypróbowuje swoją lokomotywę na kolei przemysłowej Penn-y-darran kopalń w Merthyr Tydfil w Walii; próby zakończone niepowodzeniem ze względu na słabą wytrzymałość szyn żeliwnych – pierwszy parowóz;
- 1805 – Croydon, Merstham & Godstone Rly. – druga kolej konna publicznego użytku dla ruchu towarowego;
- 1807 – pierwsza konna kolej publiczna, otwarta rok wcześniej, która zabiera pasażerów: Oystermouth Rly. między Swansea i Oystermouth (Walia);
- 1808 – pierwsza kolej konna w Szkocji: Kilmarnock & Troon Rly., kolej przemysłowa łącząca kopalnie z portem; w 1817 jeździ nią jeden z wczesnych parowozów Stephensona;
- 1812 – przebudowa towarowej Middleton Colliery Rly. na tor z parą szyn zębatych pomysłu Johna Blenkinsopa, uruchomienie parowozów Matthew Murraya – pierwsze wykorzystanie parowozów w normalnym ruchu; linia, ze spadkami sięgającymi 6,7%, może być też uznana za pierwszą kolej zębatą;
- 1814 – pierwszy parowóz George’a Stephensona („Blücher”) na linii kopalnianej Killingworth Rly.; potem kolejne prace Stephensona nad udoskonaleniem lokomotyw; jednocześnie otwiera się wiele innych kolei konnych;
- 29 września 1825 – otwarcie pierwszej kolei (adhezyjnej) Stockton & Darlington Rly. w hrabstwie Durham, eksploatowanej z intensywnym użyciem parowozów (początkowo tylko dla pociągów towarowych; osobowe ciągnięto końmi); przyjęto rozstaw szyn 4 stopy 8½ cala (1435 mm) – zwany odtąd „stephensonowskim” albo „normalnym”; w dniu otwarcia użyto parowozu G. Stephensona „Locomotion No. 1”; zachowany w Darlington Railway Centre & Museum mieszczącym się w budynku dworca Darlington North Road; w 1863 kolej włączona do sieci North Eastern Rly. (NER);
- 1826 – otwarcie Monkland & Kirkintilloch Rly., pierwszej kolei (konnej) publicznego użytku w Szkocji (okolice Glasgow);
- 6–14 października 1829 – próby w Rainhill na fragmencie budującej się linii Liverpool & Manchester Rly. dla ustalenia dostawcy parowozów; wygrywa „Rocket” G. Stephensona, który otrzymuje nagrodę 500 funtów; w tym czasie Stephenson ma już wielu rywali w budowie lokomotyw – należą do nich m.in.: Timothy Hackworth, firma Foster, Rastrick & Co.
- 1830 – otwarcie Canterbury & Whitstable Rly. (Kent), kolei o napędzie linowym, z odcinkiem adhezyjnym, na którym wykorzystywano parowóz „Invicta” G. Stephensona;
- 15 września 1830 – otwarcie pierwszej parowej kolei publicznej ruchu osobowo-towarowego: Liverpool & Manchester Rly.; linia jest czynna do dzisiaj jako lokalna łącząca oba miasta;
- 1834 – pierwsza kolej w Irlandii, łącząca Dublin i Kingstown (późn. Dun Laoighaire), pierwotnie normalnotorowa, przekuta w 1857 na rozstaw 5 stóp 3 cali („irlandzki”);
- 1836 – London & Greenwich Rly., pierwsza kolej w Londynie; wprowadziła standard budowy linii kolejowej w mieście, prowadzonej na ceglanym wiadukcie;
- 1837 – pierwsza kolej używająca wyłącznie trakcji parowej w Szkocji: Paisley & Renfrew Rly. – tor „szkocki” o rozstawie szyn wynoszącym 4 stopy 6 cali (1371 mm). Ponieważ linia była deficytowa, w 1847 zaczęto używać trakcji konnej. Została przekuta na tor normalny w 1847 i podłączona do innych kolei, odtąd powróciła do parowozów.
- 1843/1844 – otwarcie linii kolei atmosferycznej Kingstown – Dalkey Dublin & Kingstown Rly. braci Samuda, trakcję atmosferyczną eksploatowano do 1854.

## Budowa sieci
Lata trzydzieste XIX wieku to początek budowy sieci kolei dalekobieżnych. Za pierwszą można uznać Newcastle & Carlisle Rly. (1835). W 1837 ukończono Grand Junction Rly. między Birmingham i Warrington (połączenie z Liverpoolem i Manchesterem), a w 1838 – London & Birmingham Rly. (obie linie stały się w 1846 r. koleją London & North Western Rly. (LNWR)). 1838-1840 – London & Southampton Rly. – potem London & South Western Rly. (LSWR); oba systemy używały toru „normalnego”.
W latach 1838–1841 otwarcie linii Great Western Rly. między Londynem i Bristolem przez Bath (projektu Isambarda Kingdoma Brunela; rozstaw szyn 7 stóp – „tor Brunela”) wprowadziło najbardziej konkurencyjny wobec Stephensona zestaw rozwiązań technologicznych. Rozpoczęła się „walka rozstawów” na sieci brytyjskiej, w 1846 specjalna komisja parlamentu zadecydowała o przyjęciu toru Stephensonów jako standardowego w państwie. Konwersja linii GWR na tor normalny ukończona została dopiero w 1892. Kolej GWR należała do najlepiej funkcjonujących, jednakże jej ambicje penetracji obszarów leżących poza Anglią Zachodnią (np. Cheshire i West Midlands) w warunkach konkurencji z LNWR i Midland Rly. prowadziły do budowy linii o wydłużonym przebiegu. Stąd nazwę GWR tłumaczono nieraz jako „Great Way Round”.
- 1842 – druga kolej używająca wyłącznie trakcji parowej w Szkocji: Edinburgh & Glasgow Rly.; kolej używała wspomagania linowego na wyjeździe z dworca Glasgow Queen Street (trasa w tunelu).
- 1846 – otwarcie pierwszego połączenia Szkocji i Anglii między Edynburgiem i Berwick; North British Rly. Mosty przez Tweed i przez Tyne umożliwiły bezpośrednią jazdę w 1850. Druga linia między Carlisle i Glasgow/Edynburgiem (przez Carstairs) doszła w 1848 (Caledonian Rly.).
- 1845 – ukończenie pierwszego tunelu transpennińskiego Woodhead Tunnel dla kolei Sheffield, Ashton-under-Lyne & Manchester Rly. wybudowanego przez Charlesa Vignolesa i Josepha Locke’a (pierwsza kolej górska w Wielkiej Brytanii);
- 1846 – rok „gorączki kolejowej”, w którym Parlament podjął 262 uchwały o budowie kolei (części z nich nigdy nie zbudowano);
- 1850 – ukończenie budowy Great Northern Rly. z Londynu do Doncaster przez Peterborough skróciło podróż do północno-wschodniej Anglii (obecnie East Coast Main Line);
- 1850 – ukończenie Britannia Bridge(inne języki) przez Menai Strait projektu R. Stephensona (Chester & Holyhead Rly.) – pierwszego dużego kolejowego mostu z kutego żelaza. Technologia żelazna była nowością – pewniejsze były mosty kamienne lub ceglane, jak otwarty w tym samym roku Royal Border Bridge w Berwick-upon-Tweed, łączący Anglię ze Szkocją (kolej Newcastle & Berwick Rly.);
- 1859 – otwarcie Royal Albert Bridge pod Saltash (granica Devonu i Kornwalii, kolej GWR) projektu I. K. Brunela; w tym samym roku otwarto ostatni odcinek kolei do Penzance.

W Irlandii w 1845 istniały już trzy koleje, każda na torze innej szerokości: normalnym kolej Dublin & Kingstown, Ulster Rly. – 1880 mm, Dublin & Drogheda Rly. – 1575 mm. Wprowadzenie „toru irlandzkiego” 1600 mm (5 stóp 3 cale) było efektem kosztownego kompromisu, zarządzonego przez Board of Trade: nie używała go żadna z kolei. W 1852 ukończono linię łączącą elementy sieci kolejowej wychodzące z Dublina i Belfastu, umożliwiając połączenie obu części wyspy (późniejsza magistrala Great Northern Rly.). Z czasem w Irlandii rozwinęły się lokalne systemy wąskotorowe (w tym kolejek do przewozu torfu), zwykle na torze 914 mm. Największym z nich była kolej County Donegal Railways Joint Committee, z liniami o łącznej długości 168 km.
- 1874 – kolej Highland Rly. osiągnęła północne rubieże Szkocji (Wyck i Thurso);
- 1875 – otwarcie Settle & Carlisle Line kolei Midland – trzeciej magistrali do Szkocji;
- 1878 – otwarcie pierwszego Tay Bridge(inne języki) między Fife i Dundee konstrukcji Thomasa Boucha (most uległ katastrofie po siedmiu miesiącach użytkowania; nowy most, projektu W. H. Barlowa, powstał w 1887);
- 1880 – ukończenie linii Nottingham – Londyn – przedostatniej magistrali doprowadzającej ruch do Londynu (Midland Rly.). Ukończony w 1868 hotel na londyńskim dworcu St Pancras stanowił najokazalszy, choć nie pierwszy, przykład powszechnej praktyki budowania firmowych hoteli na większych dworcach kolei brytyjskich;
- 1886 – otwarcie Severn Tunnel – tunelu podwodnego długości 7 km na linii między Londynem i południową Walią (GWR);
- 1898–1899 – ukończenie ostatniej magistrali wiodącej do Londynu, zbudowanej dla kolei Great Central Rly.; mimo że była zbudowana według najlepszych standardów, nie spełniła nigdy oczekiwań. Wobec tego jej pierwotną nazwę, Manchester, Sheffield & Lincolnshire Rly. (MSLR), zaczęto tłumaczyć jako „Money Sunk & Lost”.

Proces amalgamacji mniejszych towarzystw kolejowych w większe towarzyszył rozwojowi sieci kolejowej od początku. Warto zauważyć powstanie kilku zarządów kolejowych, które weszły do grona największych funkcjonujących przed 1923:
- 1844 – powstanie Midland Rly., obsługującej obszary na wschód od LNWR;
- 1854 – powstanie North Eastern Rly. (NER), obsługującej Anglię Północno-Zachodnią;
- 1862 – powstanie Great Eastern Rly. (GER) obsługującej region East Anglia;
- 1899 – powstanie South Eastern & Chatham Rly. (SECR) z połączenia SER i London, Chatham & Dover (LCDR).

## Kolej w miastach
Problem wejścia kolei do struktur wielkich miast stawał się coraz poważniejszy:
- 1848 – Londyn: otwarcie dworca Waterloo i podejścia do niego, prowadzonego na wiadukcie (kolej LSWR);
- 1848–1850 – ukończenie wielkiego mostu żelaznego High Level Bridge oraz linii średnicowej na wiadukcie w śródmieściu Newcastle (Newcastle & Berwick Railway). Inne wielkie projekty konsolidacji węzłów w dużych miastach, z liniami średnicowymi prowadzonymi w tunelach zostały ukończone (w pierwotnych formach) w 1846 w Edynburgu (Edinburgh & Glasgow Rly.) i w 1854 w Birmingham (LNWR).
- 1864–1866 – Londyn: ukończenie nadziemnych podejść i dworców Charing Cross i Cannon Street kolei South Eastern Rly. (SER);
- 1886 – otwarcie Mersey Railway z długim tunelem podwodnym, doprowadzającej kolej do Liverpoolu z półwyspu Wirral – wykorzystywanej głównie w ruchu lokalnym.

## Technologia kolejowa i obsługa pasażerów
- 1835 – Joseph Locke wprowadził szynę dwugłówkową, pozwalającą na zwiększenie ciężaru taboru. Szyna szerokostopowa Ch. Vignolesa długo nie była stosowana na kolejach brytyjskich – zrobiła natomiast karierę w kontynentalnej Europie i krajach zamorskich;
- 1839 – między Paddington i West Drayton GWR otworzyła pierwszą linię telegraficzną według pomysłu J. F. Cooke’a i C. Wheatstone’a; późniejsza rozbudowa sieci była prywatną inwestycją firmy Cooke’a;
- 1841 – Thomas Cook rozpoczyna działalność jako organizator turystyki kolejowej (pierwszy pociąg wycieczkowy złożony z odkrytych wagonów zabierał pasażerów na trasę Leicester – Loughborough);
- 1843 – pierwsze zblokowanie semaforów dla zabezpieczenia nastawczego („interlocking”, jeszcze bez powiązania zwrotnic) na zjeździe na odgałęzienie prowadzące do dworca Bricklayer’s Arms w Londynie; w 1856 na tym dworcu wprowadzono zblokowanie zwrotnic i semaforów (Sarby; udoskonalone 1860 przez Chambersa); SER i London & Croydon Rly.;
- 1844 – „Ustawa o kolejach” premiera Gladstone’a zobligowała każdy zarząd do wprowadzenia przynajmniej jednej pary pociągów z wagonami 3 klasy o taryfie dostępnej dla robotników (pens za milę, pens stanowił 1/240 funta); kiedy w II poł. wieku kasowano jedną z klas, musiano skasować 2. – aż do 1956 na kolejach była potem tylko 1. i 3. klasa wagonów;
- lata 40. XIX – utworzenie HM Railway Inspectorate przez Board of Trade, instytucji zajmującej się nadzorem nad nowo powstającymi liniami kolejowymi oraz dochodzeniem powypadkowym; HMRI dbało o poziom bezpieczeństwa na kolejach w interesie pasażerów;
- 1852 – kolej GWR jako pierwsza przyjęła ujednolicony czas na całej sieci dzięki założeniu linii telegraficznych wzdłuż jej głównych linii (pełne ujednolicenie czasu na kolejach nastąpiło dopiero w 1880, kiedy przyjęto czas GMT);
- 1856 – John Saxby opatentował system mechanicznego powiązania semaforów i rozjazdów, który uniemożliwił ustawienie sygnału „wolna droga”, jeśli nie ustawiono wcześniej wszystkich rozjazdów na drodze przebiegu pociągu („interloking”);
- 1857 – Robert Forester Mushet produkuje pierwsze szyny stalowe, odznaczające się większą trwałością od stosowanych wcześniej żelaznych;
- 1855 – początki standaryzacji kolei: Railway Clearing House wprowadził zalecenia dotyczące budowy wagonów towarowych;
- 1855 – pierwszy pociąg pocztowy na świecie na GWR między Londynem i Bristolem; GNR i NBR wprowadziły pociągi pocztowe dopiero w 1885;
- 1869 – pierwsze dwupoziomowe rozgałęzienie linii kolejowej na świecie (wiaduktem, tzw. flying junction): Birdswood Junction kolei LNWR;
- 1873 – rozpoczęcie wydawania rozkładów jazdy przez firmę Thomas Cook;
- 1877 – GWR wprowadziło wagony sypialne 1. klasy;
- 1879 – GNR wprowadziło wagony restauracyjne;
- 1889 – „Ustawa o regulacji kolei” zobligowała zarządy do wprowadzenia systemu blokowego, automatycznych hamulców w pociągach pasażerskich i „interlokingu”;
- 1892 – wprowadzenie wagonów korytarzowych w pierwszych składach dalekich relacji kolei GWR (rok później także na LNWR) umożliwiło eliminację z niektórych pociągów wagonów z indywidualnymi drzwiami do każdego przedziału;
- 1895 – Swindon przestało być przymusowym 10-minutowym postojem dla wszystkich pociągów GWR, co było klauzulą umowy między zarządem kolei a najemcą dworcowego bufetu. Klauzula była przedmiotem długotrwałego sporu od czasu wprowadzenia wagonów restauracyjnych;
- 1904 – uruchomienie blokady automatycznej między Andover i Grateley (LSWR);
- 1908 – uruchomienie pierwszego pociągu w całości złożonego z luksusowych wagonów Pullmana: między Londynem i Brighton; kolej London, Brighton & South Coast Rly. (LBSCR);
- ok. 1912 – GWR zaczęło wprowadzać system ATC (Automatic Train Control), mający uniemożliwić przejechanie sygnału „stój”;
- 1913 – wprowadzenie bezpośredniego pociągu relacji Londyn – Paryż, z wagonami transportowanymi promem; czas trwania podróży: 7 godzin.

Koleje brytyjskie doby parowej należały do najszybszych na świecie. W 1888 najszybsze rozkładowe połączenie pokonywało linią East Coast Main Line dystans Londyn – Edynburg (pociąg kolei GNR, 628 km) w 7 h 27 min, co dawało średnią prędkość 84 km/h. W latach 30. XX wieku ekspresy GWR przejeżdżały dystans 171 km między Londynem i Bath w 102 min (średnio 100,7 km/h).

## Wczesne koleje elektryczne
Koleje elektryczne pojawiły się najpierw jako osobne, nowo budowane linie, zasilane z dołu. W 1883 otwarto Volk’s Electric Rly. w Brighton oraz Giant’s Causeway Rly. w Ulsterze. Początek XX w. przyniósł pierwsze elektryfikacje kolei parowych (także przeważnie z trzeciej szyny):
- 1903 – Mersey Railway; 1905 – Inner Circle w Londynie ze względu na fatalne warunki panujące w zadymionych tunelach. Średnice w Glasgow używały jednak parowozów aż do 1966;
- 1904 – system podmiejski Newcastle (NER), Liverpoolu (Lancashire & Yorkshire Rly.);
- 1909 – początek elektryfikacji górnej sieci podmiejskiej LBSCR (prąd zmienny); konwersja na trzecią szynę do 1929.

## Okres międzywojenny
W okolicach I wojny światowej koleje zaczęły odczuwać trudności związane z konkurencją tramwajów, autobusów, a także samochodów oraz ze wzrostem kosztów eksploatacyjnych, na które przestał nakładać się wzrost liczby pasażerów.
- 1919 – utworzenie Ministerstwa Transportu, które przejęło zadania Board of Trade i HM Railway Inspectorate; początek wdrażania krajowej polityki wobec kolei;
- 1923 – Railway Grouping: utworzenie czterech wielkich zarządów kolejowych, do których weszło 123 towarzystw prywatnych. Były to:
  - London, Midland & Scottish Rly. (LMS) obejmująca przede wszystkim dawne koleje LNWR (z Lancashire & Yorkshire Rly.), Midland Rly., Caledonian Rly., Highland Rly.;
  - London & North Eastern Rly. (LNER), obejmująca dawne GNR, NER, NBR, GCR, GER;
  - Great Western Rly. (GWR), obejmująca głównie dawną GWR;
  - Southern Rly. (SR), obejmująca dawne SECR, LBSCR, LSWR.

Poza reformą pozostało kilka mniejszych kolei. Reforma nie była nacjonalizacją kolei – pozostały one prywatne. Nie doprowadziła ona do polepszenia pozycji ekonomicznej kolei.
- 1928 – uruchomienie pierwszych pociągów złożonych w całości z wagonów konstrukcji stalowej (ekspresy Queen of Scots Londyn – Edynburg kolei LNER);
- 1928 – wprowadzenie wagonów sypialnych 3. klasy;
- 1931 – druga elektryfikacja siecią górną, a pierwsza prądem stałym =1500 V (Manchester, South Junction & Altrincham);
- 1933 – elektryfikacja pierwszej linii dalekobieżnej: Londyn – Brighton, technologia trzeciej szyny. Proces elektryfikacji sieci kolei SR w południowej Anglii doprowadził do powstania największego na świecie podmiejskiego systemu elektrycznego: 1967 – do Bournemouth;
- 1938 – lokomotywa „Mallard” typu A4 kolei LNER bije rekord prędkości parowozu 126 mil na godz. (ok. 201 km/h).

## Upaństwowienie i reprywatyzacja
- 1948 – upaństwowienie kolei w Zjednoczonym Królestwie (włącznie z mniejszymi, prywatnymi dotąd liniami), utworzenie British Railways (od 1965 British Rail), regulacja systemu autobusowego; w Irlandii Północnej przejęcie kolei przez Ulster Transport Authority(inne języki) (UTA), 1968 – utworzenie Northern Ireland Railways (NIR);
- 1949 – elektryfikacja górna części podlondyńskiej dawnej linii GER (Londyn – Shenfield), =1500 V; 1952 – elektryfikacja linii transpennińskiej przez nowy Woodhead Tunnel;
- 1957 – wprowadzenie pierwszych spalinowych zespołów trakcyjnych (Londyn – Hastings);
- 1958 – otwarcie pierwszego dworca zintegrowanego z portem lotniczym: Gatwick Airport pod Londynem;
- 1959 – pierwsza elektryfikacja nowego systemu: zasilanie prądem zmiennym 25 kV 50 Hz: odcinek Colchester – Walton;
- 1960 – Bicester na dawnej GWR: ostatnia planowa slip-coach operation – odczepianie wagonów w czasie biegu pociągu;
- 1960 – elektryfikacja podmiejskiego systemu Glasgow;
- marzec 1961 – ostatnie wydanie Bradshaw Railway Guide – comiesięcznego rozkładu jazdy wszystkich kolei;
- 1963 – publikacja pierwszego „Raportu Beechinga” o restrukturyzacji sieci kolejowej (tzw. Beeching Axe); początek okresu masowych redukcji sieci kolejowej i modernizacji głównych linii. System, liczący w 1923 ok. 33 tys. km, został stopniowo zredukowany do 18 tys. km w 1974;
- 1968 – ostatni regularny kurs parowozu na sieci BR;
- 1968 – pierwszy poduszkowiec BR między Dover i Boulogne;
- 1968 – otwarcie nowego dworca London Euston; wyburzenie starego, pochodzącego z lat 30. i 40. XIX wieku, stało się symbolem arogancji wobec dziedzictwa historycznego kolei i początkiem ruchu na rzecz jego ochrony;
- koniec lat 60. – wprowadzenie sieci szybkich połączeń Inter-City, bazującą na rozkładzie równoodstępowym; od 1971 wagony klimatyzowane; taryfa brytyjskich IC nie zawierała specjalnych dopłat; upowszechnienie IC przyniosło wycofanie prestiżowych pociągów Pullmana (pozostały one tylko w nazwach wybranych kursów);

- 1973 – pierwsze jazdy eksperymentalne pociągu APT o wychylnym pudle; opracowanie tej technologii zabrało więcej czasu niż się spodziewano i zakończyło się wycofaniem rządowych funduszy za premierostwa Thatcher;
- 1974 – ukończenie elektryfikacji West Coast Main Line;
- 1975 – początek produkcji zespołów spalinowych typu InterCity 125, inaczej High Speed Train (HST) z dwiema głowicami motorowymi;
- 1976 – otwarcie przebudowanego układu linii regionalnych w śródmieściu Liverpoolu; powstanie podziemnej pętlicy dawnej Mersey Rly. i podziemnej linii średnicowej;
- 1979 – Glasgow: po trzynastu latach nieużywania otwarcie zelektryfikowanej średnicy dawnej Glasgow Central Rly. jako Argyle Line regionalnej sieci elektrycznej;
- 1990 – ukończenie elektryfikacji (i modernizacji znacznej części) East Coast Main Line, wprowadzenie pociągów InterCity 225 z głowicą motorową i wagonem sterowniczym;
- 1991 – otwarcie przebudowanego dworca London Liverpool Street, którego realizacja była wynikiem kompromisu między zwolennikami ochrony dziedzictwa kolei i presją inwestycji komercyjnych (częściowa nadbudowa, renowacja i rozbudowa hali w formach historycznych).

Mimo wysiłków modernizacyjnych w latach 1945–1982 spadek przewozów pasażerskich postępował (z wyjątkiem krótkiej przerwy w latach 50.) nieprzerwanie. Ultraliberalny rząd Margaret Thatcher opowiedział się za prywatyzacją kolei, przeprowadzoną już przez jej następcę.
- 1993 – początek prywatyzacji kolei sieci krajowej Wielkiej Brytanii na mocy „ustawy o kolejach”; BR została rozparcelowana na ponad sto przedsiębiorstw, w tym 25 grup połączeń, których operatorzy, tzw. Train Operating Companies (TOC), są okresowo wyłaniani w drodze przetargów; zarządcą infrastruktury stał się Railtrack, poddany giełdowej prywatyzacji. Całość sieci krajowej określana jest odtąd nazwą National Rail. Prywatyzacja, modernizacja i zwiększenie subsydiów państwowych przyniosły znaczny wzrost ruchu pasażerskiego;
- 1994 – otwarcie Eurotunelu do Francji;
- 2001 – wskutek udowodnienia niegospodarności i zaniedbań, rząd wykupił Railtrack (wycofując się tym samym z prywatyzacji infrastruktury) i stworzył w jego miejsce Network Rail;
- 2001 – początek wprowadzania przez kolej Virgin Trains EZT typu 390 z wychylnym pudłem, przeznaczonych na linię WCML (zaprojektowane dla prędkości 225 km/h, jeżdżą do 200 km/h ze względu na niepełną modernizację linii);
- 2003 – otwarcie pierwszego etapu Channel Tunnel Rail Link (CTRL) między angielskim wylotem Eurotunelu a Fawkham Junction;
- 2007 – ostatnie wydanie książkowe krajowego rozkładu jazdy National Rail;
- 2007 – otwarcie drugiego etapu linii CTRL, z tunelowym podejściem do przebudowanego dworca London St Pancras.

## Ważniejsi producenci taboru
Cechą szczególną kolei brytyjskich była dominacja taboru własnej produkcji największych zarządów kolejowych:
- kolej LNWR: warsztaty w Crewe; otwarte w 1843;
- kolej GWR: warsztaty w Swindon; produkcja od 1846; znane z wysokiej jakości;
- kolej Midland Rly.: warsztaty w Derby – od 1851;
- kolej Lancashire & Yorkshire Rly.: warsztaty w Horwich, istniejące w lach 1889 –1930 i 1946–1956;
- kolej NER: warsztaty w Doncaster („The Plant”) i w Darlington;
- kolej NBR: warsztaty Cowlairs (Glasgow);
- kolej LSWR: warsztaty Nine Elms (Londyn), od 1910 Eastleigh;
- kolej LBSCR: warsztaty w Brighton;
- kolej SER: warsztaty w Ashford;
- kolej Caledonian Rly.: warsztaty St Rollox (Glasgow).

Poza nimi było ok. trzydziestu przedsiębiorstw prywatnych niezwiązanych z zarządami kolejowymi:
- North British Locomotive Co.(inne języki), powstała w 1903 z połączenia trzech firm z Glasgow: Neilson, Reid (zakład Hyde Park), Sharp, Stuart (Atlas) – obie na przedmieściu Springburn oraz Dübs (Queens Park w Polmadie);
- Vulcan Foundry, Newton-le-Willows; dawniej Charles Tayleur & Co., powstałe w 1833; wywodzące się także od firmy R. Stephensona;
- Beyer Peacock & Co.(inne języki), Gorton Foundry w Manchesterze, założone w 1855;
- Hunslet w Leeds; specjalizacja w parowozach przemysłowych;
- Robert Stephenson & Co.(inne języki) (Darlington), zał. w 1837; od 1937 Robert Stephenson and Hawthorns Ltd. (przejęcie wydziału budowy parowozów firmy Hawthorn & Leslie w Newcastle); od 1955 w składzie English Electric.

Przedsiębiorstwa te zajmowały się w znacznej mierze produkcją na eksport.
- English Electric – lokomotywy elektryczne i spalinowe;
- British Rail Engineering Limited (BREL), od 1960, fabryki w Crewe, Yorku i Derby; obecnie działa tylko ostatnia – jako zakład firmy Bombardier;
- Metropolitan Cammell Carriage and Wagon(inne języki) (Birmingham) – założone w 1920; wagony i jednostki trakcyjne; od 1989 Alsthom, fabryka zamknięta w 2005;
- Metropolitan-Vickers(inne języki) – spalinowozy;
- Brush Traction(inne języki) (Loughborough), od 1889; pierw. Hughes & Co. (parowozy i wagony), Falcon Rly. Plant Works.